# James L. Flanagan
James Loton Flanagan (* 26. August 1925 in Greenwood; † 25. August 2015 in Warren Township, New Jersey) war ein US-amerikanischer Elektroingenieur.
Flanagan studierte an der Mississippi State University mit dem Bachelor-Abschluss 1948 und am Massachusetts Institute of Technology mit dem Master-Abschluss 1950 und der Promotion 1955. In dieser Zeit war er Forschungsingenieur im Akustik-Labor des MIT (und dazwischen von 1950 bis 1952 Assistant Professor für Elektrotechnik an der Mississippi State University). 1954 bis 1957 war er Elektronikingenieur am USAF Cambridge Research Center und ab 1957 Ingenieur bei den Bell Laboratories. Dort leitete er ab 1961 die Abteilung Speech and Auditory Research (Sprach- und Hörforschung) und 1967 bis 1985 die Akustik-Forschung. 1990 ging er an die Rutgers University, wo er bis 2004 Vizepräsident für Forschung wurde und das Center for Advanced Information Processing leitete.
Er befasste sich mit digitaler Kommunikation, digitalen Filtern, optimaler Kodierung von Sprachsignalen, akustischer Theorie der Spracherzeugung (einschließlich Entwicklung eines künstlichen Kehlkopfs), Psychoakustik von Sprachwahrnehmung, Computersimulation.
1996 erhielt er die National Medal of Science und er erhielt die IEEE Medal of Honor, die IEEE Edison Medal und den Marconi-Preis. 1986 erhielt er die Goldmedaille der Acoustical Society of America, deren Fellow er war und deren Präsident er 1978/79 war, und er erhielt 1985 den L. M. Ericsson International Prize. Er war Mitglied der National Academy of Sciences, der American Academy of Arts and Sciences und der National Academy of Engineering. Er hielt 45 Patente (2004).

## Schriften
- Speech analysis synthesis and perception, 1965, 2. Auflage, Springer 1972
- Herausgeber mit Lawrence Rabiner: Speech Synthesis, Hutchinson & Ross, 1973